# Care for Kosovo Kids
Care for Kosovo Kids (afgekort: CfKK)  is een Nederlandse non-profitorganisatie die in 2013 is opgericht. De stichting ondersteunt de kinderkankerzorg in Kosovo via financiering van medicatie, training van medisch personeel en patiënteneducatie.

## Geschiedenis
Care for Kosovo Kids werd in 2013 opgericht door de Nederlandse ondernemer Anke Gerrits. De organisatie draait vrijwel volledig op vrijwillige inzet.
In 2017 werd olympisch judokampioen Majlinda Kelmendi ambassadeur van de stichting. Ze schonk haar rugnummer van de Olympische Spelen in Rio de Janeiro voor een veiling als blijk van steun aan de missie van de organisatie.

## Activiteiten
De stichting draagt bij aan de kinderkankerzorg in Kosovo door structurele financiering van medische voorzieningen, medicatie en onderwijs aan zorgpersoneel. Jaarlijks ontvangen circa 50 tot 60 kinderen met kanker zorg met steun van de stichting. Voorzieningen die met hulp van Care for Kosovo Kids tot stand kwamen zijn onder meer een pathologisch laboratorium voor weefselonderzoek en een programma voor uitwisseling tussen artsen in Nederland en Kosovo. Dit outreachprogramma van het Prinses Máxima Centrum voor Kinderoncologie, opgezet in 2018 door professor Gertjan Kaspers, richt zich op de educatie van zorgverleners in het Universitair Klinisch Centrum van Kosovo (UCCK) in Pristina.
De stichting werft fondsen via benefietdiners, charitatieve veilingen en bijdragen van onder meer zakelijke en maatschappelijke partners.

## Erkenning
In 2021 werd Anke Gerrits op de Kosovaarse ambassade in Den Haag onderscheiden met de presidentiële medaille ‘Moeder Teresa’ voor haar inzet via Care for Kosovo Kids. In mei 2024 ontving ze een plaquette van het Kosovaarse ministerie van Volksgezondheid. In 2025 werd zij benoemd tot Ridder in de Orde van Oranje-Nassau vanwege haar werk als oprichter en voorzitter van de stichting.

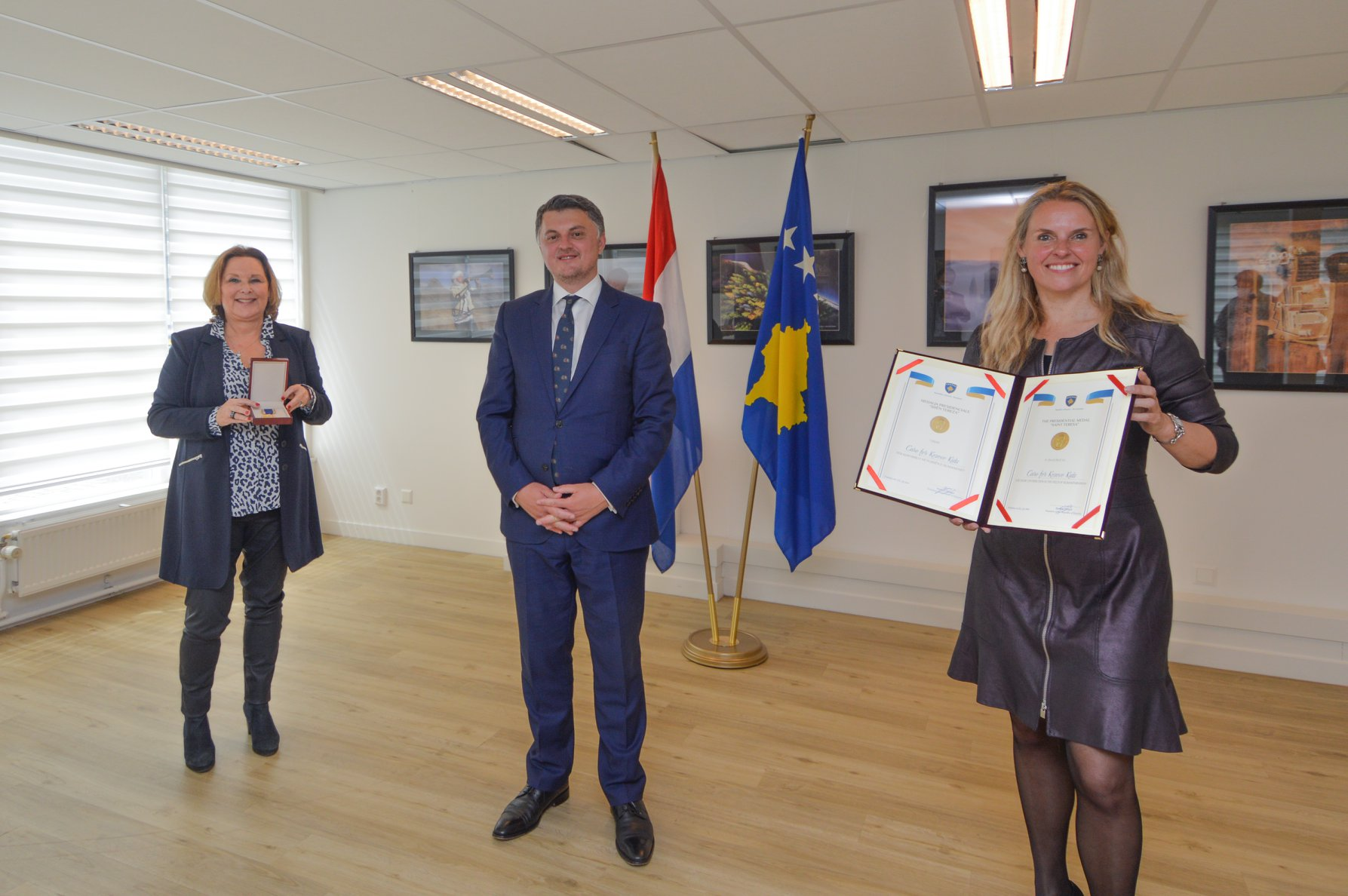
Gerrits (links) en Dolly van den Akker (rechts) ontvangen namens CfKK de Humanitaire Medaille "Moeder Teresa" 2021 op de ambassade van Kosovo
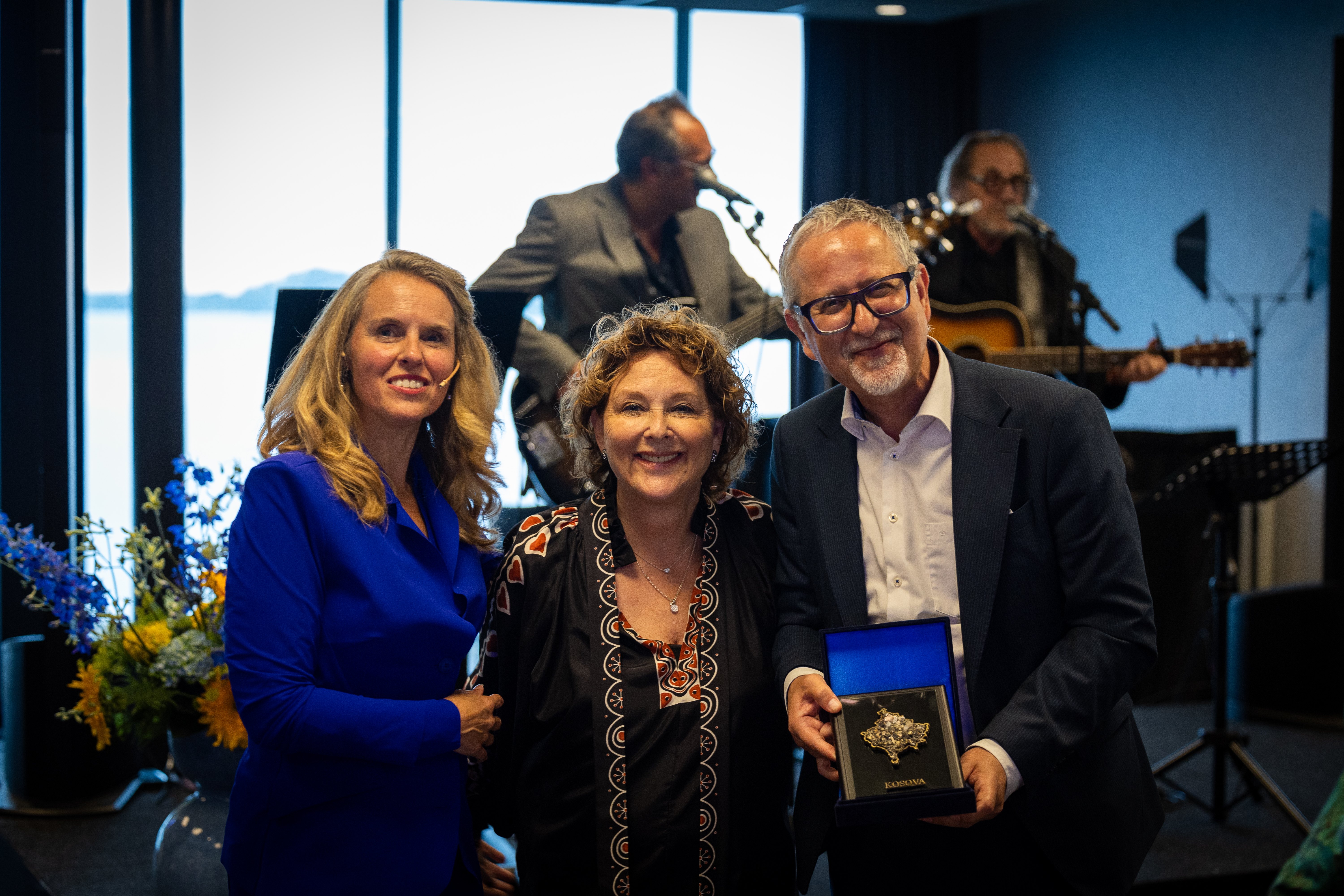
Van den Akker en Gerrits ontvangen namens CfKK van ambassadeur Arben Vitia [en] een plaquette van het Kosovaarse ministerie van gezondheid, 2024
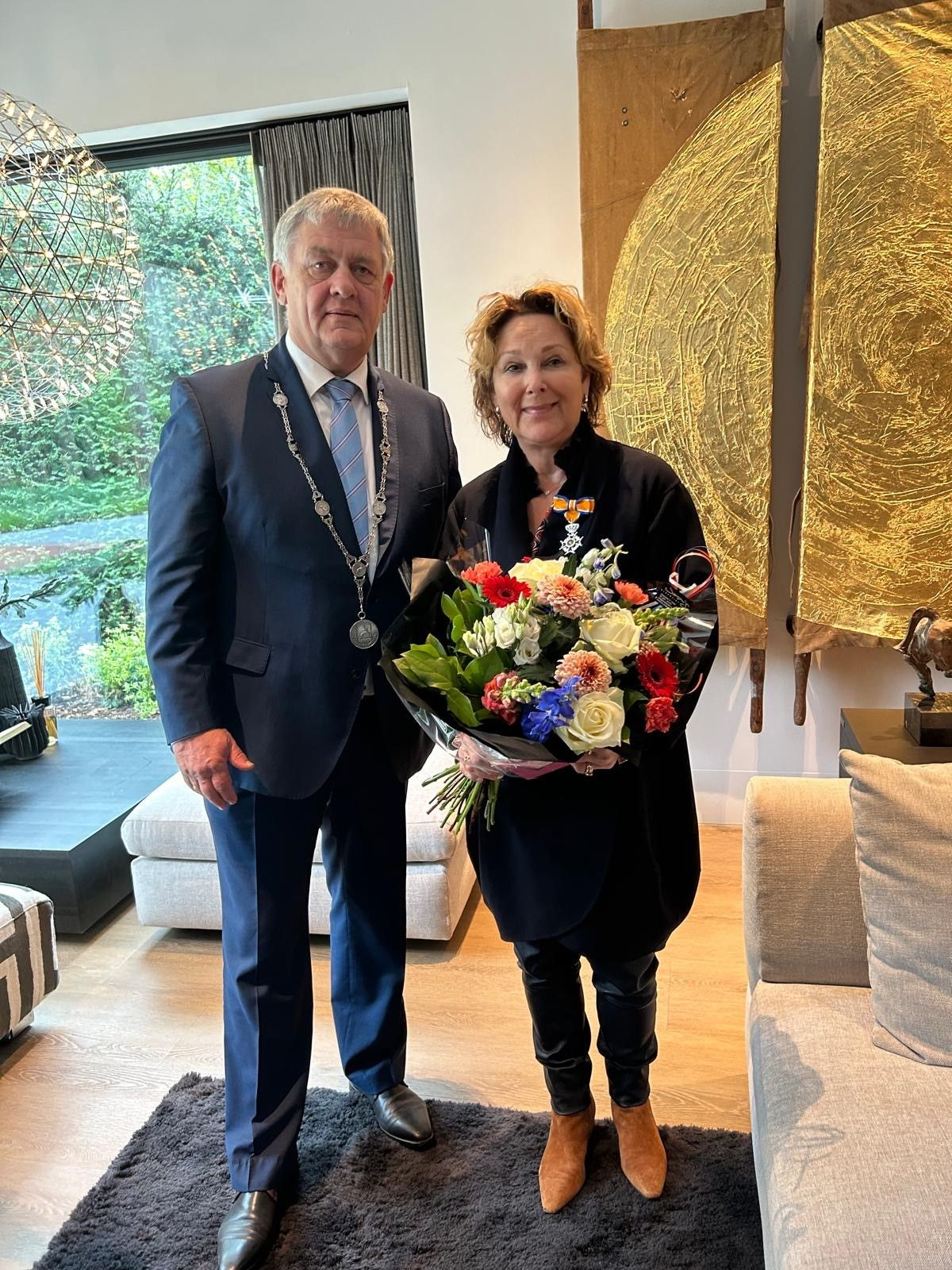
Burgemeester Henk Lambooij en Gerrits  bij de uitreiking van de ridderorde, 2025